# Брагин, Дмитрий Александрович
Дми́трий Алекса́ндрович Бра́гин (19 мая 1982, Тольятти, Куйбышевская область, РСФСР, СССР) — российский автогонщик, мастер спорта международного класса. Один из самых титулованных автоспортсменов страны, сумевший стать чемпионом почти во всех ведущих автоспортивных дисциплинах (15 чемпионских титулов). Чемпион России по: автокроссу (2002), ралли-кроссу (2004—2005, 2012), по ралли (2008—2009), кольцевым гонкам (2015—2019, 2022—2023), зимним трековым гонкам (2017). Также 7 раз становился обладателем Кубка России по: автокроссу (2009—2010), зимним трековым гонкам (2012, 2016, 2019), кольцевым гонкам (2012 и 2015). Выиграл кубок в зачёте Single Makes Trophy в European Touring Car Cup (2014). Совершив единственный выезд на этап чемпионата Европы по ралли-кроссу, смог сразу стать призёром гонки. Многократный победитель престижных российских автосоревнований с участием ведущих спортсменов страны: «Серебряная ладья» (автокросс и ралли-кросс, 6 побед), «Гонка звёзд журнала „За рулём“» (зимние трековые гонки, командный зачёт, 2010—2011), «Рождественская гонка» (зимние синхронные гонки, 2012, 2014, 2018), Кубок Победы (кольцевые гонки, класс «Кубок LADA», 2006), Akhmat Race (кольцевые гонки, класс «Туринг», 2017).

## Гоночная карьера

### Начало
Отец Дмитрия Брагина в 1980-х работал инженером-механиком в спортивной команде Волжского автомобильного завода, мать — в Проектном управлении этого же завода. Он участвовал в подготовке модели «Нива» для гонок по автокроссу, позже работал в раллийной команде, которая активно выступала в соревнованиях на новой модели ВАЗ-2108, участвовал в заграничных выездах коллектива на гонки в Грецию, Кипр и другие страны. Иногда сам садился за руль и выступал в качестве пилота. Всё это в немалой степени предопределило то, что Дмитрий Брагин решил пойти по стопам отца.
Первые шаги в автоспорте Брагин начинал в детском картинге в родном Тольятти. В 1990 году поступил в секцию при клубе ДОСААФ, где руководителем был Владимир Евгеньевич Бурков. Когда через несколько лет секция закрылась, он перешёл в клуб к Анатолию Александровичу Синегубову. В то время занятия в детском картинге подразумевали, что все юные пилоты должны были самостоятельно готовить для себя гоночные карты, перебирать двигатели, коробки передач, детали шасси. Навыки работы с техникой в дальнейшем сыграли существенную роль в карьере Брагина, со временем он сам стал не только автоспортсменом, но и гоночным инженером-механиком.
Первую возможность проявить свои способности в подготовке машин Брагин получил в 2000 году, когда его пригласили на работу в качестве механика в команду Михаила Третьякова, где в его обязанности входила подготовка к заездам мини-багги Третьякова-младшего. Затем он стал механиком у другого мини-баггиста — Егора Санина, с которым Брагин потом ещё много лет сотрудничал и был его тренером. Со временем Санин пересел на «Оку», Брагин стал готовить ему машину, на которой Санин неоднократно становился победителем.

### Тольяттинский период
Первые самостоятельные старты Брагина в большом автоспорте произошли в 2002 году. Он получил возможность стартовать в чемпионате России по автокроссу в классе Д3-1600 и смог завоевать чемпионский титул с первого захода. На первом этапе машину предоставил Пётр Фортыгин, а на последующих гонках — Валентин Скиба. Спонсором выступлений был Михаил Третьяков. В том же году состоялся дебют в кузовных гонках, машину автогонщику безвозмездно предоставил заводской спортивно-технический клуб «Лада». В дальнейшем Брагин выступал за различные команды ВАЗа до 2016 года включительно. В Кубке России по ралли-кроссу (класс «Легковые-3500») Брагин занял второе место по итогам дебютного сезона. Параллельно происходили старты в тольяттинских соревнованиях по автокроссу в классе «Лада Стандарт», так как они привлекали практически всех ведущих автокроссменов города.
К сезону 2004 отец Брагина купил ему спортивный ВАЗ-2108, на нём спортсмен дважды стал чемпионом страны в ралли-кроссе, в классе, который вначале назывался «Легковые-1400», позже — «Д1-1400». С 2005 года начались выступления в зимних трековых гонках. Уже в 2006-м году Брагин стал третьим в кубке России (класс «Лада»). В том же году он вошёл в состав заводской команды «АвтоВАЗа» — «LADA Спорт Кросс», выступавшей в автокроссе и ралли-кроссе. Кроме того, состоялся его дебют в кольцевых гонках. Тольяттинца заявили в двух зачётах «Национальной гоночной серии „АВТОВАЗ“», благодаря поддержке молодёжной программы завода, которая действовала в том сезоне. Наиболее удачным стало выступление на спортпрототипах Lada Revolution: второе место турнирного подиума в личном зачёте и победа в командном. В Кубке LADA было завоёвано третье призовое место по итогам года.
Кроме того, в 2006 году Брагиным были одержаны первые победы в таких престижных российских гонках, как «Серебряная ладья» и «Кубок Победы», для участия в которых заявлялись многие ведущие автоспортсмены страны.
В 2007 году Брагин был приглашён Александром Никоненко в команду Управления спортивных автомобилей АвтоВАЗа. В начале сезона 2007 года было добыто второе итоговое место в кубке РФ по зимним трековым гонкам, затем Брагин дебютировал в раллийных соревнованиях. Дебют состоялся в качестве пилота нулевого экипажа[уточнить] в международном ралли «Россия», этапе международной серии Intercontinental Rally Challenge 2007. После этого Брагин принял участие в двух этапах чемпионата России по ралли, где стал вторым по итогам года в классе Р9. При этом Брагин стал одним из первых автогонщиков, показавших на гоночных трассах модель Lada Kalina. По итогам сезоны был назван журналом «Автоспорт» «Открытием года».
Следующие два года Брагин становился чемпионом России по ралли в своих классах Р10 (2008) и R1 (2009). Также он набрал наибольшую сумму очков в 2010 году вместе с Дмитрием Горчаковым в R1, но чемпионат в этом зачёте был признан неразыгранным в связи с тем, что в итоговой классификации очки заработали менее десяти пилотов. Параллельно, в 2009—2010 годах Брагин победил в кубке России по автокроссу (класс Д2Н). К этому времени его успехи оказались широко заметны, и зимой 2010 года он получил приглашение на участие в двух престижных зимних соревнованиях: гонке звёзд журнала «За рулём» (второе место, через год ему удалось стать победителем в командном зачёте и снова вторым в личном) и «Рождественской гонке» (итог дебютного старта — 2 место).
В 2011 году Брагин стал вице-чемпионом России по ралли-кроссу (в Дивизионе 1А). После этого последовал триумфальный 2012-й, когда Брагин первенствовал сразу в пяти крупных турнирах: стал чемпионом России в ралли-кроссе (класс Д1А, Super-1600), победил в кубках РФ по зимним трековым гонкам (класс Национальный) и кольцевым гонкам (класс LADA Granta), выиграл в «Кубке LADA Granta», а также в «Рождественской гонке». Лучшими достижениями 2013 года стали вторые итоговые места в чемпионате России по ралли-кроссу (класс Д1А, Super-1600) и в кубке РФ по кольцевым гонкам (класс LADA).

### Казанский период

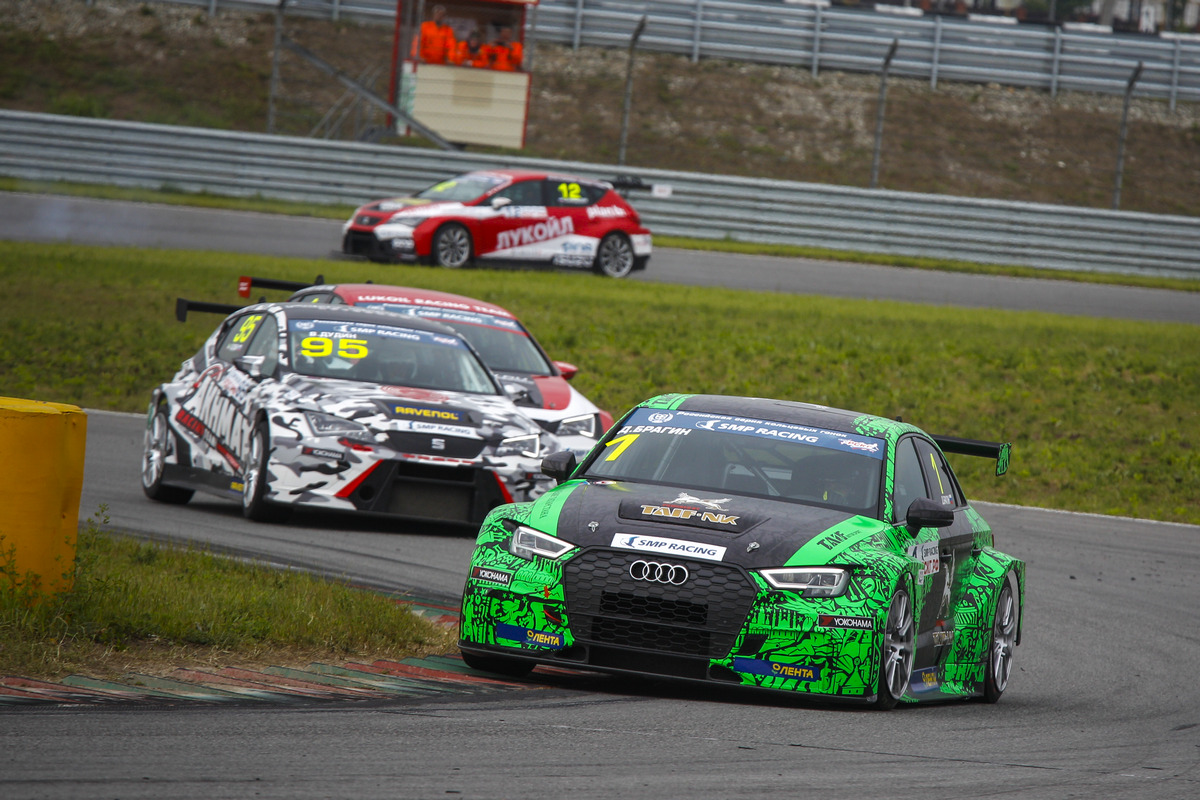
Дмитрий Брагин за рулём Audi RS3 LMS TCR

В 2013 году состоялись первые старты Брагина в казанской команде, за которую он выступает до сих[уточнить] пор. Тогда коллектив назывался СТК «MX-Avtosport», и Брагин был приглашён в качестве «играющего тренера», попутно тольяттинец продолжил старты за заводские команды ВАЗа. В том сезоне он стал вторым в Кубке России по трековым гонкам (класс «Национальный») и выиграл «Рождественскую гонку». Летом автогонщик принял участие в ралли-рейде «Золото Кагана» за команду «Яровит ё-Моторспорт» и занял четвёртое место в абсолютном зачёте.
Спустя год, после очередного (второго) призового места в кубке России по трековым гонкам, главным событием сезона стал дебют в международных соревнованиях, в кольцевом кубке 2014 European Touring Car Cup за команду SMP Racing Russian Bears на SEAT León Supercopa. Брагин смог победить с первого захода в своём зачёте Single Makes Trophy.
В 2015 году основной упор был сделан на участие в чемпионате России по кольцевым гонкам, где Брагин выступил в двух классах, причём за разные команды, и в обеих ему удалось одержать итоговые победы. В «Туринг-Лайте» Брагин стартовал за фактически заводскую команду LADA Sport Rosneft, пилотируя новинку для российского автоспорта — Lada Kalina в специальной версии NFR. В классе «Национальный» он представлял казанский СТК «ТАИФ Моторспорт». В конце сезона Брагин совершил свой первый и пока единственный выезд в одном из раундов чемпионата Европы по ралли-кроссу. Гонка проходила в Италии, и тольяттинцу удалось с первого захода стать бронзовым призёром этапа.
2016 год стал одним из самых успешных в карьере Брагина. Зимой он выиграл Кубок России по трековым гонкам и стал вторым в чемпионате России. Осенью ему удалось первым (и пока единственным в истории) выиграть в обоих классах российского кольцевого первенства, в которых разыгрывается титул чемпиона («Туринг» и «Туринг-Лайт»). Попутно Брагин стал первым, кто смог отстоять титул чемпиона в рамках серии РСКГ. В «Туринг-Лайте» он выступал за Lada Sport Rosneft, и это был последний случай выступления тольяттинца за заводские команды ВАЗа. В то же время, дебют казанской команды «ТАИФ Моторспорт» во главе с Дмитрием Брагиным в топовом классе «Туринг» не всеми соперниками был принят всерьёз в начале сезона. Её успехи связывали прежде всего с везением и удачным стечением обстоятельств, об этом наглядно говорит следующая цитата из уст пилота конкурирующей «ЛУКОИЛ РЕЙСИНГ Тим» Алексея Дудукало:

«Но в целом, неплохо, что появилась сильная команда, которая навязывает нам борьбу — это довольно интересно. Это заставляет нас работать более усердно».
С 2017 года Брагин стал выступать в ралли-кроссе, кольцевых и зимних трековых гонках исключительно за СТК «ТАИФ Моторспорт». В сезоне 2017 ему удалось впервые стать чемпионом России по зимним трековым гонкам. В кольцевой серии РСКГ он принёс первую победу модели Audi RS3 LMS TCR, а затем смог защитить титул чемпиона в категории «Туринг». В этом же зачёте Брагин стал победителем (в паре с Иреком Миннахметовым) в многочасовом марафоне Akhmat Race, проводившемся впервые.
В 2018-м Брагин стал вице-чемпионом страны по зимним трековым гонкам и в рекордный третий раз подряд — чемпионом в топовом классе «Туринг» Российской серии кольцевых гонок, победив в турнире за один заезд до финиша.
Зимой 2019 года Брагин одержал очередную победу в Кубке России по треку, затем продолжил выступления в РСКГ, где вывел на старт новинку — хетчбэк Hyundai i30 N. На нём он смог принести дебютные победы на этапе и в чемпионате для автомобилей корейской марки в классе «Туринг». Осенью Брагин добыл рекордное четвёртое звание чемпиона России по кольцевым гонкам в «Туринге», причём завоёванное подряд, а учитывая победу в «Туринг-Лайте» 2015 года, это его пятый подряд чемпионский сезон в российском «кольце». Также он сделал решающий вклад в первую командную победу татарстанского коллектива СТК «ТАИФ Моторспорт» в командном зачёте самого престижного класса чемпионата страны.

## Участие в престижных автосоревнованиях и окологоночные инициативы

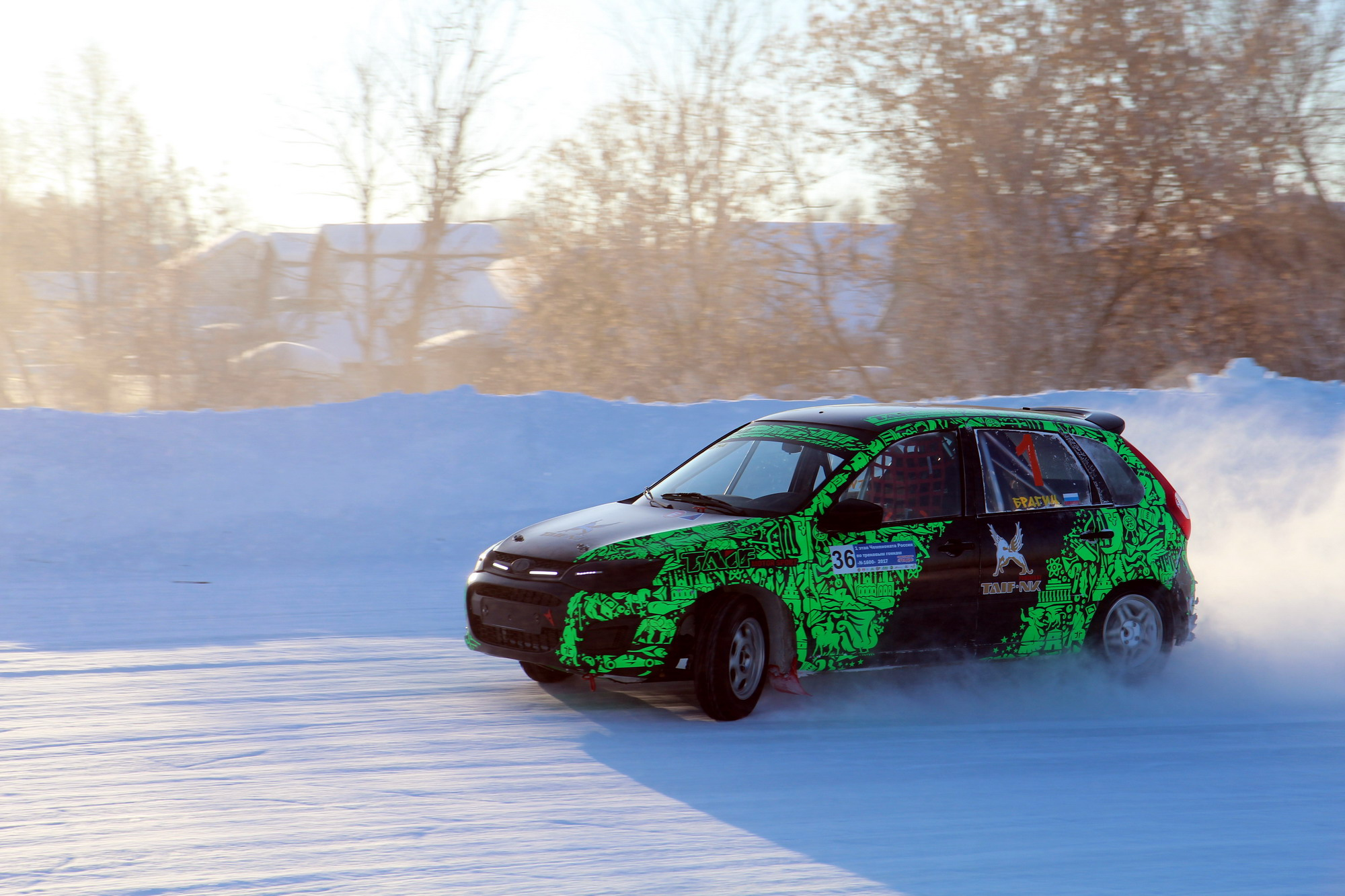
Дмитрий Брагин на трассе зимних трековых гонок

Брагин регулярно выступает в различных престижных российских гонках с участием ведущих автоспортсменов страны и систематически добивается значимых успехов: 6 раз выигрывал «Серебряную ладью» (автокросс и ралли-кросс); три раза побеждал в «Рождественских гонках» (зимние синхронные состязания, 2012, 2014, 2018); становился победителем Кубка Победы (кольцевые гонки, класс «Кубок LADA», 2006) и гоночного марафона Akhmat Race в классе «Туринг» (2017); в «Гонке звёзд журнала „За рулём“» (зимние трековые гонки) два раза становился победителем в командном зачёте (2010—2011) и трижды серебряным призёром соревнований в личном зачёте (2010, 2011, 2013), хотя в заездах 2013 года он был быстрейшим, но судейским решением Дмитрия отодвинули на второе место, причина — в решающих заездах на его машине не горели фары ближнего света, вопреки правилам.
Неоднократно участвовал в роли эксперта и приглашённой звезды в тест-драйвах ведущих автомобильных СМИ России, а также в специальных шоу, создаваемых для привлечения публики.

## Стиль пилотирования и оценки прессы
Дмитрий Брагин считается одним из самых быстрых и расчётливых пилотов в российских кольцевых гонках. Отличается корректным стилем пилотирования, но в случае агрессивных действий соперников применяет жёсткие ответные маневры. Считается пилотом-универсалом, который легко осваивается в новых для себя дисциплинах и быстро достигает высоких результатов.
По окончании сезона СМП РСКГ 2018 официальный журнал серии TCR International Series опубликовал интервью с Дмитрием Брагиным, в котором назвал его «Царём русского TCR», одна из цитат:

«Русский царь, у которого три года подряд не могут отобрать трон».
В российской прессе успехи спортсмена также высоко оцениваются журналистами, например:

«Дмитрия Брагина можно назвать Терминатором — уроженец Тольятти способен погубить интригу в любом классе, куда подает заявку».

## Гоночный инженер и тренер
Дмитрий Брагин хорошо известен в гоночных кругах, как опытный гоночный инженер, он готовил технику для целого ряда быстрых пилотов. Сенсационным назвали его проект подготовки Lada Kalina для участия в чемпионате Европы по ралли-кроссу. В качестве пилота выступил ученик Дмитрия — Егор Санин. Он выступил за рулём «Калины» на четырёх первых этапах сезона 2016, и лучшим результатом стало третье место в квалификационных заездах шведской гонки. На остальных этапах результаты оказались скромнее, хотя пилоту удавалось лидировать и побеждать в отдельных заездах. Команда нуждалась в дополнительном финансировании, чтобы довести модель до необходимых гоночных кондиций и устранить «детские болезни», но спонсора найти не удалось.

## Семья
Жена — Илона, сын — Фёдор. Отец — Александр Владимирович Брагин, в прошлом автогонщик и гоночный инженер команды завода ВАЗ.

## Статистика выступлений

### Сводная таблица
| Год  | Серия (класс авто)                                   | Команда (автомобиль)                                           | Гонки | Победы | Поулы | Подиумы | Очки  | Место |
| ---- | ---------------------------------------------------- | -------------------------------------------------------------- | ----- | ------ | ----- | ------- | ----- | ----- |
| 2002 | Чемпионат России по автокроссу (Багги Д3-1600)       | АвтоВАЗ-Лада-Кросс (багги)                                     | НД    | НД     | НД    | НД      | 35    | 1     |
| 2002 | Кубок России по ралли-кроссу (Легковые-3500)         | АвтоВАЗ-Лада-Кросс (ВАЗ 2108)                                  | НД    | НД     | НД    | НД      | НД    | 2     |
| 2003 | Чемпионат России по ралли-кроссу (Легковые-1400)     | АвтоВАЗ-Лада-Кросс (ВАЗ 2108)                                  | НД    | НД     | НД    | НД      | НД    | 1     |
| 2004 | Чемпионат России по ралли-кроссу (Легковые-1400)     | АвтоВАЗ-Лада-Кросс (ВАЗ 2108)                                  | 2     | 2      | НД    | 2       | НД    | 1     |
| 2005 | Чемпионат России по ралли-кроссу (Д1-1400)           | АвтоВАЗ-Лада-Кросс (ВАЗ 2108)                                  | 4     | НД     | НД    | НД      | НД    | 1     |
| 2006 | Кубок России по трековым гонкам (Lada)               | «Лада-Спорт-Кросс» (Lada 112)                                  | НД    | НД     | НД    | НД      | НД    | НД    |
| 2006 | НГСА «АвтоВАЗ» (Кубок Lada)                          | Личный зачёт/СК «А.Кадырова» (Lada 112-37)                     | 5     | 1      | 0     | 3       | 61    | 3     |
| 2006 | НГСА «АвтоВАЗ» (Lada Revolution)                     | Тольятти 1 АНП (Lada Revolution)                               | 8     | 0      | 0     | 2       | 132   | 2     |
| 2007 | Кубок России по трековым гонкам (Lada)               | «Лада-Спорт-Кросс» (Lada Kalina)                               | НД    | НД     | НД    | НД      | НД    | 2     |
| 2007 | Чемпионат России по ралли (Первая лига, Р10)         | УСА ВАЗ (ВАЗ-11193-37)                                         | 1     | 1      | НП    | 1       | 10    | 10    |
| 2007 | Чемпионат России по ралли (Первая лига, Р9)          | УСА ВАЗ (ВАЗ-11193-37)                                         | 2     | 1      | НП    | 1       | 10    | 2*    |
| 2008 | Чемпионат России по трековым гонкам (N-1600)         | Лада МСП — моторспорт (Lada Kalina)                            | 3     | НД     | НД    | НД      | НД    | 3     |
| 2008 | Кубок РАФ-2008 по кольцевым гонкам (Lada Revolution) | Рособоронэкспорт Racing (Lada Revolution)                      | 1     | 0      | 0     | 0       | 3,5   | 8     |
| 2008 | Чемпионат России по ралли (Первая лига, Р10)         | Лада МСП — моторспорт (ВАЗ-11193)                              | 8     | 3      | НП    | 6       | 99    | 1     |
| 2009 | Чемпионат России по ралли (R1)                       | Лада МСП — моторспорт (ВАЗ-11193-27)                           | 3     | 3      | НП    | 3       | 60    | 1     |
| 2009 | Чемпионат России по ралли (Абсолют)                  | Лада МСП — моторспорт (ВАЗ-11193-27)                           | 3     | 0      | НП    | 0       | 13    | 22    |
| 2009 | Кубок России по автокроссу (Д2Н)                     | Лада МСП — моторспорт (Lada Kalina)                            | НД    | НД     | НД    | НД      | НД    | 1     |
| 2010 | Чемпионат России по ралли (R1)                       | Лада МСП — моторспорт (Lada Kalina)                            | 5     | 3      | НП    | 5       | 90    | 2*    |
| 2010 | Чемпионат России по ралли (Абсолют)                  | Лада МСП — моторспорт (Lada Kalina)                            | 5     | 0      | НП    | 0       | 25    | 13    |
| 2010 | Кубок России по автокроссу (Д2Н)                     | Лада МСП — моторспорт (Lada Kalina)                            | НД    | НД     | НД    | НД      | НД    | 1     |
| 2011 | Кубок Lada Kalina по трековым гонкам                 | Лада МСП — моторспорт (Lada Kalina)                            | НД    | НД     | НД    | НД      | НД    | НД    |
| 2011 | Чемпионат России по ралли-кроссу (Д1А)               | Лада МСП — моторспорт (Lada Kalina)                            | 6     | НД     | НД    | НД      | 78    | 2     |
| 2011 | RTCC (Кубок LADA Granta)                             | (LADA Granta Cup)                                              | 6     | 1      | НД    | 3       | 70    | 7     |
| 2012 | Кубок России по трековым гонкам (Национальный)       | (Lada Kalina)                                                  | НД    | НД     | НД    | НД      | НД    | 1     |
| 2012 | RRC (Кубок LADA Granta)                              | «Сбербанк-Пластик» (LADA Granta Cup)                           | 14    | НД     | НД    | НД      | НД    | 1     |
| 2012 | RRC, Кубок России (LADA Granta)                      | «Сбербанк-Пластик» (LADA Granta Cup)                           | 10    | 2      | НД    | 5       | 142   | 1     |
| 2012 | Чемпионат России по ралли-кроссу (Д1А, Super-1600)   | Лада МСП — моторспорт (Lada Kalina)                            | 6     | 4      | НД    | 5       | 97    | 1     |
| 2012 | Чемпионат России по ралли-кроссу (Д1, Super Cars)    | Лада МСП — моторспорт (Lada Kalina)                            | 1     | 0      | НД    | 0       | 0     | 26    |
| 2013 | Кубок России по трековым гонкам (Национальный)       | Лада МСП — моторспорт (Lada Kalina)                            | НД    | НД     | НД    | НД      | 95    | 4     |
| 2013 | RRC, кубок России (Национальный)                     | СТХ «МХ-Автоспорт» (LADA Kalina)                               | 14    | 6      | НД    | 8       | 520   | 3     |
| 2013 | RRC, кубок России (LADA)                             | Syzran Racing Team (LADA Granta Cup)                           | 14    | 4      | НД    | 6       | 181   | 2     |
| 2013 | Чемпионат России по ралли-кроссу (Д1А, Super-1600)   | Лада МСП — моторспорт (Lada Kalina)                            | 4     | 2      | НД    | 3       | 241   | 2     |
| 2013 | Чемпионат России по ралли-кроссу (Д1, Super Cars)    | Лада МСП — моторспорт (Lada Kalina)                            | 1     | 0      | НД    | 0       | 16    | 14    |
| 2014 | Чемпионат России по трековым гонкам (N-1600)         | SMP Racing Russian Bears (Lada Kalina)                         | 1     | 0      | НД    | 1       | 91,2  | 7     |
| 2014 | Кубок России по трековым гонкам (Национальный)       | SMP Racing Russian Bears (Lada Kalina)                         | 1     | 0      | НД    | 1       | 148   | 2     |
| 2014 | Чемпионат России по ралли-кроссу (Д1А, Super-1600)   | СТК «MX-Avtosport» (Lada Kalina)                               | 1     | 0      | НД    | 1       | 53    | 5     |
| 2014 | РСКГ, кубок России (Национальный)                    | СТК «MX-Avtosport» (Lada Kalina)                               | 10    | 5      | 1     | 7       | 811   | 4     |
| 2014 | ETCC (Single Makes Trophy)                           | SMP Racing Russian Bears (SEAT León Supercopa)                 | 10    | 2      | 3     | 6       | 87    | 1     |
| 2015 | Кубок России по трековым гонкам (Национальный)       | СТК «ТАИФ моторспорт» (Lada Kalina)                            | НД    | НД     | НД    | НД      | НД    | НД    |
| 2015 | Кубок России по ралли‐кроссу (Национальный, Д2‐2500) | СТК «ТАИФ моторспорт» (Lada Kalina)                            | 1     | 1      | 1     | 1       | 26    | 8     |
| 2015 | Чемпионат России по ралли-кроссу (Д1, Суперавто)     | Syzran Racing Team                                             | 1     | 0      | 0     | 1       | 22    | 9     |
| 2015 | Чемпионат Европы по ралли-кроссу (S1600)             | TT Motorsport (Renault Clio)                                   | 1     | 0      | 0     | 1       | 19    | 18    |
| 2015 | РСКГ, кубок России (Национальный)                    | СТК «ТАИФ моторспорт» (Lada Kalina)                            | 14    | 4      | 2     | 7       | 188   | 1     |
| 2015 | РСКГ, чемпионат России (Туринг-лайт)                 | LADA Sport Rosneft (Lada Kalina NFR)                           | 14    | 5      | 5     | 9       | 217   | 1     |
| 2016 | Чемпионат России по трековым гонкам (Национальный)   | СТК «ТАИФ моторспорт» (Lada Kalina)                            | 2     | 0      | НД    | 2       | 185,4 | 2     |
| 2016 | Кубок России по трековым гонкам (Национальный)       | СТК «ТАИФ моторспорт» (Lada Kalina)                            | 1     | 1      | НД    | 1       | 120   | 1     |
| 2016 | РСКГ, чемпионат России (Туринг-лайт)                 | LADA SPORT ROSNEFT (Lada Kalina NFR)                           | 14    | 5      | 3     | 9       | 1126  | 1     |
| 2016 | РСКГ, чемпионат России (Туринг)                      | СТК «ТАИФ Моторспорт» (SEAT Leon TCR DSG)                      | 14    | 8      | 6     | 11      | 1180  | 1     |
| 2016 | Чемпионат России по ралли-кроссу (Супер 1600)        | СТК «ТАИФ моторспорт» (Lada Kalina)                            | 1     | 0      | 0     | 0       | 17    | 14    |
| 2017 | Чемпионат России по трековым гонкам (N-1600)         | СТК «ТАИФ моторспорт» (Lada Kalina NFR)                        | 4     | 3      | НД    | 3       | 340   | 1     |
| 2017 | Чемпионат России по ралли‐кроссу (Национальный)      | СТК «ТАИФ моторспорт» (Lada Kalina)                            | 1     | 0      | 0     | 0       | 13    | 22    |
| 2017 | РСКГ, чемпионат России (Туринг)                      | СТК «ТАИФ моторспорт» (SEAT Leon TCR DSG/Audi RS3 LMS TCR DSG) | 14    | 5      | 1     | 8       | 241   | 1     |
| 2018 | Чемпионат России по трековым гонкам (N-1600)         | СТК «ТАИФ моторспорт» (Lada Kalina NFR)                        | 3     | 1      | НД    | 1       | 274   | 2     |
| 2018 | РСКГ, чемпионат России (Туринг)                      | СТК «ТАИФ моторспорт» (Audi RS3 LMS TCR SEQ)                   | 14    | 3      | 2     | 8       | 223   | 1     |
| 2019 | Кубок России по ледовым гонкам (1600)                | СТК «ТАИФ моторспорт» (Lada Kalina NFR)                        | 2     | 0      | НД    | 2       | 92    | 5     |
| 2019 | Кубок России по трековым гонкам (Национальный)       | СТК «ТАИФ моторспорт» (Lada Kalina NFR)                        | 3     | 2      | НД    | 2       | 160   | 1     |
| 2019 | РСКГ, чемпионат России (Туринг)                      | СТК «ТАИФ моторспорт» (Hyundai i30 N TCR SEQ)                  | 14    | 3      | 0     | 7       | 227   | 1     |
| 2020 | Кубок России по ледовым гонкам (1600)                | СТК «ТАИФ моторспорт» (Lada Kalina NFR)                        | 4     | 2      | НД    | 2       | 200   | 4     |
| 2020 | РСКГ, чемпионат России (Туринг)                      | СТК «ТАИФ моторспорт» (Hyundai i30 N TCR SEQ)                  | 14    | 1      | 0     | 3       | 177   | 3     |
| 2021 | Кубок России по ледовым гонкам (1600)                | BRAGIN RACING TEAM (Lada Kalina NFR)                           | 1     | 1      | НД    | 1       | 100   | 11    |
| 2021 | Чемпионат России по трековым гонкам (N-1600)         | BRAGIN RACING TEAM (Lada Kalina NFR)                           | 1     | 0      | НД    | 1       | 18    | 2     |
| Год  | Серия (класс авто)                                   | Команда (автомобиль)                                           | Гонки | Победы | Поулы | Подиумы | Очки  | Место |

* — чемпионаты России по ралли 2007 в зачёте Р9 и 2010 в зачете R1 признаны неразыгранными, так как в итоговой классификации очки имели менее десяти пилотов.
НД — нет данных.

### Результаты выступлений по сериям
| Легенда к таблице |                                                                    |
| --- | ------------------------------------------------------------------ |
| Расшифровка обозначений и цветов представлена в нижеследующей таблице. |                                                                    |
| \| Пример \| Описание \| \| ------------ \| ------------------------------------------------------------------ \| \| 1 \| Победитель \| \| 2 \| Второе место \| \| 3 \| Третье место \| \| 5 \| Финишировал, заработав очки \| \| Сход \| Не финишировал, но при этом заработал очки \| \| 12 \| Финишировал, не получив очков \| \| НКЛ \| Финишировал, но не попал в финальную классификацию \| \| 15 \| Участвовал вне зачёта, либо по отдельной классификации \| \| 18 \| Не финишировал, но попал в финальную классификацию \| \| Сход \| Не финишировал \| \| НКВ \| Не прошёл квалификацию \| \| НПКВ \| Не прошёл предквалификацию \| \| ДСК \| Дисквалифицирован \| \| ИСК \| Исключён из протокола соревнований \| \| ТТ \| Заявлен для участия только в тренировках \| \| НС \| Участвовал в квалификации, но не стартовал в гонке \| \| Т \| Травмирован или болен \| \| ОТК \| Отказ от участия \| \| НТР \| Прибыл на соревнования, но на трассу не выезжал \| \| НПР \| Был заявлен в числе участников, но не прибыл к началу соревнований \| \| О \| Соревнования отменены \| \| \| Не участвовал \| \| Поул-позиция \| \| \| Быстрый круг \| \| |                                                                    |
| Пример | Описание                                                           |
| 1 | Победитель                                                         |
| 2 | Второе место                                                       |
| 3 | Третье место                                                       |
| 5 | Финишировал, заработав очки                                        |
| Сход | Не финишировал, но при этом заработал очки                         |
| 12 | Финишировал, не получив очков                                      |
| НКЛ | Финишировал, но не попал в финальную классификацию                 |
| 15 | Участвовал вне зачёта, либо по отдельной классификации             |
| 18 | Не финишировал, но попал в финальную классификацию                 |
| Сход | Не финишировал                                                     |
| НКВ | Не прошёл квалификацию                                             |
| НПКВ | Не прошёл предквалификацию                                         |
| ДСК | Дисквалифицирован                                                  |
| ИСК | Исключён из протокола соревнований                                 |
| ТТ | Заявлен для участия только в тренировках                           |
| НС | Участвовал в квалификации, но не стартовал в гонке                 |
| Т | Травмирован или болен                                              |
| ОТК | Отказ от участия                                                   |
| НТР | Прибыл на соревнования, но на трассу не выезжал                    |
| НПР | Был заявлен в числе участников, но не прибыл к началу соревнований |
| О | Соревнования отменены                                              |
| | Не участвовал                                                      |
| Поул-позиция |                                                                    |
| Быстрый круг |                                                                    |

#### Результаты выступлений в чемпионатах России по ралли
| Год  | Команда    | Автомобиль   | Класс   | 1      | 2      | 3      | 4     | 5     | 6        | 7     | 8        | 9        | Место | Очки |
| ---- | ---------- | ------------ | ------- | ------ | ------ | ------ | ----- | ----- | -------- | ----- | -------- | -------- | ----- | ---- |
| 2007 | Lada Sport | ВАЗ-11193-37 | Р10     | ЕРМ    | ПЕН    | ЛАХ    | БЕЛ   | РОС   | ЮЖУ      | ГУК 1 | ПСК      | НОВ      | 10    | 10   |
| 2007 | Lada Sport | ВАЗ-11193-37 | Р9      | ЕРМ    | ПЕН    | ЛАХ    | БЕЛ   | РОС   | ЮЖУ      | ГУК   | ПСК 1    | НОВ Сход | 2*    | 10   |
| 2008 | Lada Sport | ВАЗ-11193    | Р10     | ЕРМ    | ПЕН 3  | ЛАД 1  | БЕЛ 1 | РОС 3 | ЮЖУ Сход | ГУК 2 | НОВ Сход | ВЛК 1    | 1     | 99   |
| 2009 | Lada Sport | ВАЗ-11193-27 | R1      | ПЕН    | ЛАХ 1  | РОС    | ЮЖУ   | ГУК 1 | НОВ 1    |       |          |          | 1     | 60   |
| 2009 | Lada Sport | ВАЗ-11193-27 | Абсолют | ПЕН    | ЛАХ 25 | РОС    | ЮЖУ   | ГУК 7 | НОВ 12   |       |          |          | 22    | 13   |
| 2010 | Lada Sport | ВАЗ-1119     | R1      | ПЕН 1  | ЛАХ 2  | СЛК 1  | БЕЛ   | ГУК   | ЮЖУ 2    | НОВ 1 |          |          | 2*    | 90   |
| 2010 | Lada Sport | ВАЗ-1119     | Абсолют | ПЕН 13 | ЛАХ 17 | СЛК 12 | БЕЛ   | ГУК   | ЮЖУ 9    | НОВ 5 |          |          | 13    | 25   |

* — чемпионаты России по ралли 2007 в зачёте Р9 и 2010 в зачете R1 признаны неразыгранными, так как в итоговой классификации очки имели менее десяти пилотов.

#### Результаты выступлений в RRC

##### Национальный
| Год  | Команда          | Автомобиль  | 1     | 2       | 3       | 4       | 5          | 6       | 7        | 8       | 9     | 10      | 11         | 12      | 13      | 14      | 15  | Место | Очки |
| ---- | ---------------- | ----------- | ----- | ------- | ------- | ------- | ---------- | ------- | -------- | ------- | ----- | ------- | ---------- | ------- | ------- | ------- | --- | ----- | ---- |
| 2013 | STK MX-Avtosport | Lada Kalina | НИЖ 1 | НИЖ 2 1 | MRW 1 4 | MRW 2 3 | СМО 1 Сход | СМО 2 6 | КАЗ 1 15 | КАЗ 2 3 | КАЗ 1 | КАЗ 2 1 | СМО 1 Сход | СМО 2 1 | НИЖ 1 6 | НИЖ 2 1 | ТОЛ | 3     | 520  |

#### Результаты выступлений в РСКГ

##### Национальный
| Год  | Команда               | Автомобиль  | 1     | 2       | 3       | 4          | 5          | 6       | 7        | 8        | 9     | 10      | 11      | 12      | 13       | 14      | 15    | 16    | Место | Очки |
| ---- | --------------------- | ----------- | ----- | ------- | ------- | ---------- | ---------- | ------- | -------- | -------- | ----- | ------- | ------- | ------- | -------- | ------- | ----- | ----- | ----- | ---- |
| 2014 | STK MX-Avtosport      | Lada Kalina | СМО 1 | СМО 2   | MRW 1   | MRW 2 1    | НИЖ 1      | НИЖ 2   | КАЗ 1 11 | КАЗ 2 3  | КАЗ 1 | КАЗ 2 1 | СМО 1 7 | СМО 2 4 | СОЧ 1    | СОЧ 2   | СМО 1 | СМО 2 | 4     | 811  |
| 2015 | СТК «ТАИФ Моторспорт» | Lada Kalina | НИЖ 1 | НИЖ 2 1 | СМО 1 3 | СМО 2 Сход | СОЧ 1 Сход | СОЧ 2 1 | КАЗ 1 5  | КАЗ 2 16 | СМО 1 | СМО 2 3 | MRW 1 4 | MRW 2 3 | КАЗ 1 11 | КАЗ 2 5 |       |       | 1     | 188  |

##### Туринг-Лайт
| Год  | Команда            | Автомобиль      | 1     | 2       | 3       | 4       | 5          | 6         | 7       | 8       | 9       | 10      | 11    | 12      | 13      | 14       | Место | Очки |
| ---- | ------------------ | --------------- | ----- | ------- | ------- | ------- | ---------- | --------- | ------- | ------- | ------- | ------- | ----- | ------- | ------- | -------- | ----- | ---- |
| 2015 | LADA Sport Rosneft | Lada Kalina NFR | НИЖ 1 | НИЖ 2 3 | СМО 1 2 | СМО 2 9 | СОЧ 1 Сход | СОЧ 2 ДСК | КАЗ 1   | КАЗ 2 1 | СМО 1   | СМО 2   | MRW 1 | MRW 2   | КАЗ 1 6 | КАЗ 2 10 | 1     | 217  |
| 2016 | LADA Sport Rosneft | Lada Kalina NFR | СМО 1 | СМО 2 3 | НИЖ 1 5 | НИЖ 2 1 | ГРО 1 3    | ГРО 2 3   | СОЧ 1 7 | СОЧ 2 9 | MRW 1 2 | MRW 2 7 | СМО 1 | СМО 2 5 | КАЗ 1   | КАЗ 2 1  | 1     | 1126 |

##### Туринг
| Год  | Команда               | Автомобиль                 | 1        | 2        | 3       | 4        | 5          | 6        | 7       | 8        | 9       | 10      | 11      | 12      | 13       | 14      | Место | Очки |
| ---- | --------------------- | -------------------------- | -------- | -------- | ------- | -------- | ---------- | -------- | ------- | -------- | ------- | ------- | ------- | ------- | -------- | ------- | ----- | ---- |
| 2016 | СТК «ТАИФ Моторспорт» | SEAT Leon TCR DSG          | СМО 1    | СМО 2 3  | НИЖ 1   | НИЖ 2 7  | ГРО 1      | ГРО 2 1  | СОЧ 1   | СОЧ 2 3  | MRW 1   | MRW 2 5 | СМО 1 3 | СМО 2 1 | КАЗ 1    | КАЗ 2 9 | 1     | 1180 |
| 2017 | СТК «ТАИФ Моторспорт» | Audi RS3 LMS TCR DSG       | ГРО 1 4  | ГРО 2 1  | СМО 1 6 | СМО 2 1  |            |          |         |          |         |         | MRW 1 5 | MRW 2 1 | КАЗ 1 8  | КАЗ 2 1 | 1     | 241  |
| 2017 | СТК «ТАИФ Моторспорт» | SEAT Leon TCR DSG          |          |          |         |          | НИЖ 1 7    | НИЖ 2 1  | КАЗ 1 3 | КАЗ 2 6  | СМО 1 3 | СМО 2   |         |         |          |         | 1     | 241  |
| 2018 | СТК «ТАИФ Моторспорт» | Audi RS3 LMS TCR SEQ       | ГРО 1 12 | ГРО 2 5  | СМО 1   | СМО 2 6  | НИЖ 1      | НИЖ 2 7  | КАЗ 1 2 | КАЗ 2    | MRW 1 3 | MRW 2 3 | СОЧ 1 7 | СОЧ 2 1 | ГРО 1 6  | ГРО 2   | 1     | 223  |
| 2019 | СТК «ТАИФ Моторспорт» | Hyundai i30 N TCR          | ГРО 1 6  | ГРО 2 1  | НИЖ 1 5 | НИЖ 2    | СМО 1 7    | СМО 2    | КАЗ 1 6 | КАЗ 2 3  | АДМ 1 2 | АДМ 2 6 | MRW 1   | MRW 2 4 | СОЧ 1 5  | СОЧ 2 1 | 1     | 227  |
| 2020 | СТК «ТАИФ Моторспорт» | Hyundai i30 N TCR          | СМО 1 4  | СМО 2 6  | ИГО 1 2 | ИГО 2 14 | КАЗ 1 6    | КАЗ 2 5  | MRW 1 2 | MRW 2 5  | СМО 1 6 | СМО 2 8 | НИЖ 1   | НИЖ 2 6 | ГРО 1 4  | ГРО 2 4 | 3     | 177  |
| 2021 | СТК «ТАИФ Моторспорт» | Audi RS3 LMS TCR SEQ       | СМО 1 5  | СМО 2 14 | НИЖ 1 5 | НИЖ 2 1  | ИГО 1 2    | ИГО 2    | MRW 1 6 | MRW 2 12 | КАЗ 1 5 | КАЗ 2 3 | ГРО 1 3 | ГРО 2 1 | СОЧ 1 13 | СОЧ 2   | 2     | 198  |
| 2022 | СТК «ТАИФ Моторспорт» | Audi RS3 LMS TCR SEQ       | СМО 1 2  | СМО 2 4  | НИЖ 1 3 | НИЖ 2 4  | КАЗ 1 3    | КАЗ 2 13 | MRW 1 6 | MRW 2    | ИГО 1   | ИГО 2 4 | ГРО 1 2 | ГРО 2 1 |          |         | 1     | 222  |
| 2023 | СТК «ТАИФ Моторспорт» | Cupra Leon Competicion TCR | СОЧ 1 4  | СОЧ 2 3  | СМО 1   | СМО 2 1  | КАЗ 1 Сход | КАЗ 2 1  | ИГО 1 2 | ИГО 2 1  | НИЖ 1 2 | НИЖ 2 4 | MRW 1 4 | MRW 2 5 | ГРО 1 7  | ГРО 1 4 | 1     | 271  |

#### Результаты выступлений в ETCC

##### Трофей одной марки (SEAT)
| Год  | Команда                  | Автомобиль          | 1          | 2          | 3       | 4     | 5          | 6       | 7     | 8       | 9       | 10    | Место | Очки |
| ---- | ------------------------ | ------------------- | ---------- | ---------- | ------- | ----- | ---------- | ------- | ----- | ------- | ------- | ----- | ----- | ---- |
| 2014 | SMP Racing Russian Bears | SEAT León Supercopa | ФРА 1 Сход | ФРА 2 Сход | СВК 1 2 | СВК 2 | АВТ 1 Сход | АВТ 2 4 | БЕЛ 1 | БЕЛ 2 1 | ИТА 1 2 | ИТА 2 | 1     | 87   |

#### Результаты выступлений в чемпионате Европы по ралли-кроссу

##### Super1600
| Год  | Команда       | Автомобиль   | 1   | 2   | 3   | 4   | 5   | 6   | 7     | Место | Очки |
| ---- | ------------- | ------------ | --- | --- | --- | --- | --- | --- | ----- | ----- | ---- |
| 2015 | TT Motorsport | Renault Clio | ПОР | БЕЛ | ГЕР | ШВЕ | ФРА | БАР | ИТА 3 | 18    | 19   |

## Комментарии
1. 1 2 3 4 5 6 7 8 9 10 11  Все результаты соревнований по автокроссу и ралли-кроссу, проводившиеся под эгидой Российской автомобильной федерации (чемпионаты и кубки России) и описываемые в данной статье, опубликованы на сайте РАФ в соответствующем разделе[3].
2. 1 2 3 4 5  Все результаты соревнований по ралли, проводившиеся под эгидой Российской автомобильной федерации (чемпионаты России) и описываемые в данной статье, опубликованы на сайте РАФ в соответствующем разделе[4].
3. 1 2 3 4 5 6 7 8 9 10 11 12  Все результаты соревнований по кольцевым гонкам, проводившиеся под эгидой Российской автомобильной федерации (чемпионаты и кубки России) и описываемые в данной статье, опубликованы на сайте РАФ в соответствующем разделе[5].
4. 1 2 3 4 5 6 7 8 9 10 11 12  Все результаты соревнований по зимним трековым гонкам, проводившиеся под эгидой Российской автомобильной федерации (чемпионаты и кубки России) и описываемые в данной статье, опубликованы на сайте РАФ в соответствующем разделе[6].